# Europacupen i fotboll 1964/1965
Europacupen i fotboll 1964/1965 vanns av Inter, Italien som tog sin andra raka seger i turneringen då man i finalmatchen besegrade de redan tvåfaldiga mästarna Benfica, Portugal med 1–0 i Milano den 27 maj 1965. Coachen Helenio Herreras catenaccio-system, där man hellre håller bollen inom laget än slår en lång boll på chans, visade sig än en gång vara överlägset resten av Europa.
Liverpool från England slog i kvartsfinalspelet ut Köln (från det dåvarande Västtyskland) via slantsingling. Detta efter två mållösa matcher, en playoff-match som slutat 2–2 och därpå en mållös förlängning.

## Kvalspel
| Lag 1            | Totalt              | Lag 2             | Möte 1 | Möte 2 |
| Sliema Wanderers | 0–7                 | Dinamo București  | 0–2    | 0–5    |
| Rangers          | 5–5 (PO: 3–1)       | Röda stjärnan     | 3–1    | 2–4    |
| Rapid Wien       | 5–0                 | Shamrock Rovers   | 3–0    | 2–0    |
| Glentoran        | 4–5                 | Panathinaikos     | 2–2    | 2–3    |
| Partizani Tirana | 0–2                 | Köln              | 0–0    | 0–2    |
| Anderlecht       | 2–2 (PO: 0–0 (e.f.) | Bologna           | 1–0    | 1–2    |
| KR               | 01–11               | Liverpool         | 0–5    | 1–6    |
| Chemie Leipzig   | 2–6                 | Győri Vasas ETO   | 0–2    | 2–4    |
| Lokomotiv Sofia  | 8–5                 | Malmö FF          | 8–3    | 0–2    |
| DWS              | 4–1                 | Fenerbahçe        | 3–1    | 1–0    |
| Reipas Lahti     | 2–4                 | Lyn               | 2–1    | 0–3    |
| B 1909 Odense    | 2–9                 | Real Madrid       | 2–5    | 0–4    |
| Dukla Prag       | 4–4 (PO: 0–0 (e.f.) | Górnik Zabrze     | 4–1    | 0–3    |
| Saint-Étienne    | 3–4                 | La Chaux-de-Fonds | 2–2    | 1–2    |
| Aris             | 02–10               | Benfica           | 1–5    | 1–5    |

## Första omgången
| Lag 1             | Totalt | Lag 2            | Möte 1 | Möte 2 |
| Panathinaikos     | 2–3    | Köln             | 1–1    | 1–2    |
| Liverpool         | 4–0    | Anderlecht       | 3–0    | 1–0    |
| Inter             | 7–0    | Dinamo București | 6–0    | 1–0    |
| Rangers           | 3–0    | Rapid Wien       | 1–0    | 2–0    |
| DWS               | 8–1    | Lyn              | 5–0    | 3–1    |
| Győri Vasas ETO   | 8–7    | Lokomotiv Sofia  | 5–3    | 3–4    |
| La Chaux-de-Fonds | 1–6    | Benfica          | 1–1    | 0–5    |
| Real Madrid       | 6–2    | Dukla Prag       | 4–0    | 2–2    |

## Slutspel

### Kvartsfinaler
| Lag 1   | Totalt              | Lag 2           | Möte 1 | Möte 2 |
| Köln    | 0–0 (PO: 2–2 (e.f.) | Liverpool       | 0–0    | 0–0    |
| Inter   | 3–2                 | Rangers         | 3–1    | 0–1    |
| DWS     | 1–2                 | Győri Vasas ETO | 1–1    | 0–1    |
| Benfica | 6–3                 | Real Madrid     | 5–1    | 1–2    |

### Semifinaler
| Lag 1           | Totalt | Lag 2   | Möte 1 | Möte 2 |
| Liverpool       | 3–4    | Inter   | 3–1    | 0–3    |
| Győri Vasas ETO | 0–5    | Benfica | 0–1    | 0–4    |

### Final
|             | 27 maj 1965 | Inter             | 1 – 0           | Benfica | San Siro                                                 |                                                          |
| 21:30 UTC+1 | 21:30 UTC+1 | Jair da Costa 43′ | (1 – 0) Rapport |         | Milano Publik: 89 000 Domare: Gottfried Dienst (Schweiz) | Milano Publik: 89 000 Domare: Gottfried Dienst (Schweiz) |
| 21:30 UTC+1 | 21:30 UTC+1 |                   |                 |         | Milano Publik: 89 000 Domare: Gottfried Dienst (Schweiz) | Milano Publik: 89 000 Domare: Gottfried Dienst (Schweiz) |
| 21:30 UTC+1 | 21:30 UTC+1 |                   |                 |         | Milano Publik: 89 000 Domare: Gottfried Dienst (Schweiz) | Milano Publik: 89 000 Domare: Gottfried Dienst (Schweiz) |

| Europacupmästare 1964/65 |
| ------------------------ |
| Inter Andra titeln       |

## Anmärkningslista
1. ↑  Playoffmatchen mellan Anderlecht och Bolonga slutade 0–0 efter förlängning, slantsingling avgjorde vilket lag som gick vidare.
2. ↑  Playoffmatchen mellan Dukla Prag och Górnik Zabrze slutade 0–0 efter förlängning, slantsingling avgjorde vilket lag som gick vidare.
3. ↑  Playoffmatchen mellan Köln och Liverpool slutade 2–2 efter förlängning, slantsingling avgjorde vilket lag som gick vidare.

### Webbkällor
Den här artikeln är helt eller delvis baserad på material från engelskspråkiga Wikipedia, tidigare version.